# Ernst Albrecht
Ernst Carl Julius Albrecht (født 29. juni 1930 i Heidelberg, død 13. december 2014) var en tysk politiker fra CDU. Han var ministerpræsident i Niedersachsen fra 1976 til 1990. 
Albrecht giftede sig i 1953 med Heidi Adele Stromeyer, som døde 2002. De havde sammen syv børn. Et af disse er CDU-politikeren og EU-kommissionsformand Ursula von der Leyen.